# General Tibúrcio
 General Tibúrcio é um distrito de do município brasileiro de Viçosa do Ceará.
Localiza-se a dez quilômetros do centro da cidade, e a 359 quilômetros da capital cearense, Fortaleza.
No distrito localizam-se as ruínas do antigo mercado, consideradas de valor histórico.
O nome da localidade é uma homenagem a Antônio Tibúrcio Ferreira de Sousa.